# Улуцк
Улу́цк (тат. Олы) — татарская деревня в Венгеровском районе Новосибирской области России. Входит в состав Филошенского сельсовета.

## География
Площадь деревни — 6 гектаров.

## История
В 1911 году в деревне действовали мечеть, торговая лавка и маслозавод.

## Население
| 2002 | 2007 | 2010 |
| ---- | ---- | ---- |
| 29   | ↘18  | ↗23  |

## Инфраструктура
В деревне по данным на 2007 год отсутствует социальная инфраструктура.